# Roelof Wunderink
Roelof Wunderink (Eindhoven, Holanda, 12 de dezembro de 1948) é um ex-automobilista holandês Ele participou de seis Grandes Prêmios do Campeonato Mundial de Fórmula Um para Ensign, estreando em 27 de abril de 1975. Ele não marcou pontos no campeonato.

## Carreira em corridas
Wunderink começou sua carreira com um Simca em 1970, subindo para a Fórmula Ford e vencendo o campeonato holandês em 1972.  Com o patrocínio da empresa de alarmes HB, ele se mudou para a Fórmula 3 e depois a Fórmula 5000 nas duas temporadas seguintes.  Em 1975, com o apoio do HB, ele mudou-se para a Fórmula 1 com a equipe Ensign, mas foi prejudicado pelo uso de máquinas obsoletas e lesões sofridas em um incidente de teste da Fórmula 5000. Em seis tentativas, ele se classificou em três ocasiões, retirando-se de duas corridas com problemas mecânicos. Em sua única finalização, na Áustria, ele não foi classificado, quatro voltas atrás tendo parado para os pneus. No final da temporada, Wunderink retirou-se do automobilismo de alto nível. Ele foi posteriormente conhecido por estar envolvido no negócio imobiliário.